# Gubernia siedlecka

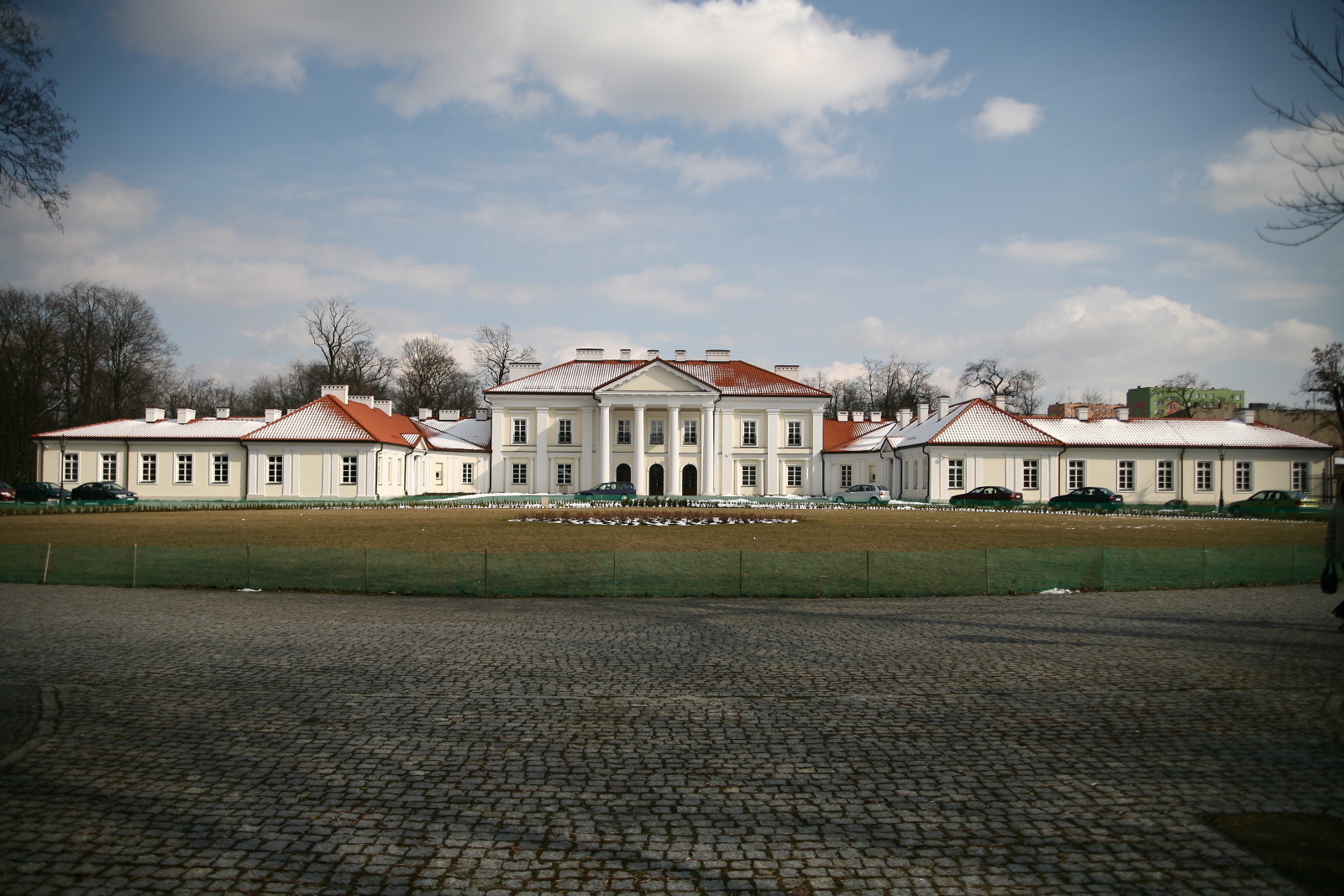
Gmach Rządu Gubernialnego w Siedlcach

Gubernia siedlecka (ros. Седлецкая губерния) – jednostka administracyjna Królestwa Polskiego, istniejącą w latach 1867–1912.
Powstała w 1867 z podziału guberni lubelskiej. Faktycznie było to wskrzeszenie wcześniej istniejącej guberni podlaskiej, teraz nazywanej siedlecką.

## Powiaty
Słownik geograficzny Królestwa Polskiego dzieli ją na następujące powiaty:
- powiat bialski
- powiat garwoliński
- powiat konstantynowski
- powiat łukowski
- powiat radzyński
- powiat siedlecki
- powiat sokołowski
- powiat włodawski.

Gubernię siedlecką zniesiono w 1912 roku w związku z utworzeniem 6 lipca 1912 guberni chełmskiej. W skład guberni chełmskiej ze zlikwidowanej guberni siedleckiej weszły : 
- powiat bialski
- część powiatu konstantynowskiego (gminy Hołowczyce, Kornica, Łosice, Czuchleby, Olszanka, Bohukały, Witulin, Huszlew, Zakanale, Pawłów, Rokitno, Swory oraz osada Janów)
- część powiatu włodawskiego (wsie Bednarzówka, Białka, Uhnin i Chmielów z gminy Dębowa Kłoda; gmina Ostrów (Lubelski); wsie Babianka, Kolechowice i Tyśmienica z gminy Tyśmienica; gminy Uścimów, Wola Wereszczyńska, Włodawa, Wyryki, Hańsk, Horodyszcze, Krzywowierzba, Opole, Romanów, Sobibór, Turno i miasto Włodawa)
- fragment powiatu radzyńskiego (gminy Tłuściec, Zahajki, Szóstka; wsie Kolembrody i Żelizna z gminy Żelizna; gminy Brzozowy Kąt, Jabłoń i Żerocin).

Ponadto powiat węgrowski włączono do guberni łomżyńskiej, a pozostałe powiaty (bądź ich części), które nie weszły w skład guberni chełmskiej, włączondo do guberni lubelskiej.

## Herb
„Na srebrnej tarczy, obsianej zielonymi dębowymi liśćmi, idący czerwony jeleń ze złotymi oczyma, językiem, rogami i kopytami. Tarcza uwieńczona Imperatorską koroną i otoczona złotymi dębowymi liśćmi, połączonymi Andriejewską wstążką” 

## Gubernatorzy
- Stiepan Stiepanowicz Gromieka - od 1 stycznia 1867 do 12 grudnia 1875
- Dmitrij Fiodorowicz Moskwin - od 30 grudnia 1875 do 6 listopada 1884
- Michaił Aleksandrowicz Zinowiew - od 28 grudnia 1884 do 9 maja 1885
- Jewgienij Michajłowicz Subbotkin - od 9 maja 1885 do 20 lutego 1904
- Aleksandr Nikołajewicz Wołżyn - od 20 lutego 1904 do 1 września 1913

## Wicegubernatorzy
- Andriej Iwanowicz Drukart - od 1 stycznia 1867 do 5 czerwca 1874
- Aleksandr Iwanowicz Pietrow - od 2 sierpnia 1874 do 14 kwietnia 1878
- Nikołaj Fiodorowicz Iwanienko - od 21 kwietnia 1878 do 5 lipca 1884
- Michaił Aleksandrowicz Majlewski - od 5 lipca 1884 do 12 lipca 1888
- Iwan Dmitrijewicz Zauszkiewicz - od 12 lipca 1888 do 1 stycznia 1891
- Nikołaj Gawriłowicz Suchotin - od 1 stycznia 1891 do 8 lutego 1899
- Aleksiej Nikołajewicz Małajew - od 12 marca 1899 do 22 stycznia 1901
- Konstantin Konstantinowicz Stiefanowicz - od 22 stycznia 1901 do 8 kwietnia 1902
- Siergiej Piotrowicz Wojejkow - od 15 czerwca 1902 do 30 września 1906
- Oriest Michajłowicz Kobyłecki - od 30 września 1906 do 14 lutego 1911
- Alesksandr Iwanowicz Fullon - od 14 lutego 1911 do 1 września 1913